# Ain Šams
Ain, Ajn, ali Ein Šams (arabsko عين شمس‎, [ʕeːn ʃæms], koptsko ⲱⲛ ⲡⲉⲧ ⲫⲣⲏ). Arabsko ime mesta pomeni Oko sonca in se nanaša na njegov položaj na vrhu staroveškega mesta Heliopolis, ki je bilo središče staroegipčanskega kulta sonca. Ain Šams je ena od najstarejših kairskih četrti in ima veliko arheoloških najdišč. 
V 10. stoletju je bil judovski biblični komentator Saadia Gaon prepričan, da je Ain Šams istoveten z bibličnim Ramzesovim mestom.
Ain Šams je bil prvo mesto v Egiptu, v katerem so bili vsi prebivalci že leta 1985 oskrbljeni z naravnim plinom.

## Galerija
- Fakulteta za farmacijo
- Ulica Šalhub

## Sklica
1. ↑   Saadia Gaon. Judeo-Arabic Translation of Pentateuch (Tafsir), s.v. Exodus 21:37 and Numbers 33:3 ("רעמסס: "עין שמס); Rabbi Saadia Gaon's Commentaries on the Torah (ed. Yosef Qafih), 4th edition, Mossad Harav Kook: Jeruzalem 1984, str. 164.